# Jübek
Jübek (tiếng Đan Mạch: Jydbæk) là một đô thị thuộc huyện Schleswig-Flensburg, trong bang Schleswig-Holstein, nước Đức. Đô thị Jübek có diện tích 15,58 km², dân số thời điểm 31 tháng 12 năm 2006 là 2572 người.